# Hirohiko Araki
Hirohiko Araki (荒木 飛呂彦, Araki Hirohiko, Sendai, 7 juni 1960) is een Japans mangaka. In 1980 maakte hij zijn debuut onder de naam Toshiyuki Araki (荒木 利之, Araki Toshiyuki) met de one-shot manga Poker Under Arms. Zijn professionele carrière begon hij met de korte reeksen Cool Shock B.T., Baoh en The Gorgeous Irene. Araki is vooral bekend vanwege zijn langlopende serie JoJo's Bizarre Adventure. Deze manga werd voor het eerst gepubliceerd in Weekly Shōnen Jump in 1987 en verkocht reeds meer dan 100 miljoen volumes. Hij is gekend voor de vele referenties naar Westerse rockmuziek en Italië, twee onderwerpen die Araki nauw aan het hart liggen.

## Biografie

### Jeugd
Araki groeide op in Sendai bij zijn ouders en zijn jongere zussen, die een identieke tweeling vormen. Twee bronnen van inspiratie uit zijn kindertijd zijn de manga die hij toen las (vooral Ai to Makoto van Ikki Kajiwara) en de kunstboeken die zijn vader bezat. Vooral de werken van Paul Gauguin bleven hem bij. Nadat een klasgenoot hem prees voor zijn tekeningen, begon Araki stiekem manga te tekenen. Hij zond zijn eerste werk naar een tijdschrift tijdens zijn eerste jaar aan de middelbare school. Al zijn inzendingen werden geweigerd, dit terwijl andere tekenaars van zijn leeftijd wel mochten debuteren. Araki besloot om het uitgeverijkantoor te bezoeken in Tokio om uit te vissen wat er mis ging. Hij bracht een manga mee waaraan hij de hele nacht had gewerkt. De Shueisha redacteur waarmee hij toen sprak, gaf hevige kritiek op zijn werk, maar zei wel dat het potentieel had. Hij gaf Araki de raad om de manga die hij had meegebracht op te schonen voor de Tezuka Prijs. Deze strip was Poker Under Arms.

### Debuut enJoJo's Bizarre Adventure
Araki verliet de Miyagi Universiteit zonder zijn diploma te halen en maakte zijn debuut in 1980 met de Wild West one-shot Poker Under Arms. Het werk werd dat jaar geselecteerd voor de Tezuka Prijs. Zijn eerste reeks werd Cool Shock B.T. in 1983. De eerste serie die het grafisch geweld toont waarvoor Araki bekend staat, was Baoh uit 1984. In 1989 werd deze manga verwerkt tot een OVA. Met The Gorgeous Irene uit 1985 begon Araki in zijn typerende stijl te tekenen die overloopt van gespierde, flamboyante mannen.
De volgende reeks, JoJo's Bizarre Adventure uit 1986, werd Araki's magnum opus. Deze serie loopt reeds meer dan 30 jaar en werd tot verscheidene andere media verwerkt. Meer dan 100 miljoen volumes gingen reeds over de toonbank in december 2016.

### Recent werk
In september 2007 tekende Araki een ligase voor de cover van het tijdschrift Cell. De ligase voerde hierbij een pose uit Araki's JoJo's Bizarre Adventure uit. In 2008 verzorgde Araki de cover voor een bundel kortverhalen waarin onder meer Yasunari Kawabata's De danseres van Izu gepubliceerd werd. In 2009 volgde een JoJo's Bizarre Adventure illustratie voor de single Breeeeze Girl van de band Base Ball Bear.
In 2009 was Araki een van de vijf kunstenaars die door het Louvre geselecteerd werd om originele werken te maken voor dit museum. Araki's werk Rohan at the Louvre toonde het JoJo personage Rohan Kishibe en werd tentoongesteld tijdens de Le Louvre invite la bande dessinée tentoonstelling. Deze liep van 19 januari tot 13 april en draaide rond het beeldverhaal. Rohan at the Louvre werd een jaar later uitgegeven in Frankrijk en in het Japanse tijdschrift Ultra Jump. In de Verenigde Staten werd het in februari 2012 gepubliceerd door NBM Publishing.
Van 17 september tot 6 oktober 2011 organiseerde de Gucci winkel in Shinjuku de Gucci x Hirohiko Araki x Spur Rohan Kishibe Goes to Gucci tentoonstelling.
De aardbeving uit 2011 beschadigde de historische Hiraizumi ruïnes. Araki tekende de ruïnes om de heropbouw van de ruïnes te promoten.
In juli 2012 werd het 25ste jubileum van JoJo's Bizarre Adventure gevierd met de Hirohiko Araki JoJo Exhibition. Deze vond plaats in Sendai en Tokio.
In 2012 tekende Araki de CD-cover voor Sayuri Ishikawa's X-Cross album. Ook tekende hij de cover voor de 2012 uitgave van Tamaki Saito's Lacan for Surviving en de cover voor het compilatiealbum van Akira Senju uit 2015.
Op 17 april 2015 werd er een boek gepubliceerd in Japan getiteld Manga in Theory and Practice (荒木飛呂彦の漫画術, Araki Hirohiko no Manga Jutsu). Het boek legt Araki's methode voor het tekenen van manga uit. Een Engelse vertaling volgde op 13 juni 2017.
Tussen 20 november en 29 november 2015 liep er een theatervoorstelling op basis van Araki's 1994 one-shot Under Execution, Under Jailbreak. In december tourde de voorstelling doorheen Japan. Het werk bevatte ook elementen uit de 1996 one-shot Dolce, and His Master.

## Oeuvre

### Manga
- Poker Under Arms (武装ポーカー, Buso Poka, 1980)
- Outlaw Man (アウトロー・マン, Autoro Man, 1981)
- Say Hi to Virginia (バージニアによろしく, Bajinia ni Yoroshiku, 1982)
- B.T. "the Wicked Boy" (魔少年ビーティー, Mashonen Bi Ti, Oktober 23, 1982)
- Cool Shock B.T. (魔少年ビーティー, Mashonen Bi Ti, 20 september 1983 – 22 november 1983)
- Baoh (9 oktober 1984 – 12 februari 1985)
- The Gorgeous Irene (ゴージャス☆アイリン, Gojasu Airin, 1985 – 1986)
- JoJo's Bizarre Adventure (2 december 1986 – heden)
- The Lives of Eccentrics (変人偏屈列伝, Henjin Henkutsu Retsuden, 1989 – 2003)
- Under Execution, Under Jailbreak (死刑執行中脱獄進行中, Shikei Shikkochu Datsugoku Shinkochu, 28 december 1994)
- Dolce, and His Master. (ドルチ ～ダイ・ハード・ザ・キャット～, Doruchi Dai Hado Za Kyatto, 1996)
- Thus Spoke Kishibe Rohan (岸辺露伴は動かない, Kishibe Rohan wa Ugokanai, 24 juni 1997 – 26 februari 2018)
- Deadman's Questions (デッドマンズQ, Deddomanzu Kuesuchonzu, 2 juni 1999 – 7 juli 1999)
- Oingo Boingo Brothers Adventure (オインゴとボインゴ兄弟 大冒険, Oingo to Boingo Kyodai Daiboken, 23 oktober 2002)
- Rohan at the Louvre (岸辺露伴 ルーヴルへ行く, Kishibe Rohan Ruvuru e Iku, 8 april 2010)
- Kishibe Rohan meets Gucci. (岸辺露伴 グッチへ行く, Kishibe Rohan Gutchi e Iku, 23 augustus 2011)
- Jolyne, Fly High with Gucci (徐倫、GUCCIで飛ぶ, Jorin, Gutchi de Tobu, 22 december 2012)

### Overige
- Famicom Jump II: Saikyo no Shichinin (Februari 1991, ontwerp van de zevende monsterbaas)
- Kamedas (1993, een alternatieve versie van Kochira Katsushika-ku Kameari Koen-mae Hashutsujo, illustratie)
- JoJo's Bizarre Adventure (4 november 1993, roman geschreven door Mayori Sekijima en Hiroshi Yamaguchi, illustraties door Araki)
- JoJo 6251 (10 december 1993, tekeningen en gids)
- JoJo A-Go!Go! (25 februari 2000, kunstboek)
- Music is the Key of Life (13 december 2000, album van Sugiurumn, cover)
- GioGio's Bizarre Adventure II: Golden Heart/Golden Ring (28 mei 2001, roman geschreven door Gichi Otsuka en Taro Miyasho, onder supervisie en met tekeningen van Araki)
- Life Ground Music (27 februari 2002, album van Sugiurumn, cover)
- Spy! Boy Alex series of Her Majesty the Queen (2002, cover)
- Kochira Katsushika-ku Kameari Koen-mae Hashutsujo (2006, illustratie)
- Catwalk (26 april 2006, single van Soul'd Out, cover)
- Uniqlo (2006, T-shirt ontwerp)
- Fist of the North Star (2006, illustratie ter ere van de reeks in Weekly Comic Bunch)
- Cell (7 september 2007, cover)
- The Book: JoJo's Bizarre Adventure 4th Another Day (26 november 2007, roman geschreven door Otsuichi, onder supervisie en met tekeningen van Arak)
- The Dancing Girl of Izu (2008, cover)
- Breeeeze Girl (24 juni 2009, single van Base Ball Bear, cover)
- Naruto (2009, illustratie ter ere van het 10de jubileum van de reeks)
- Shameless Purple Haze: Purple Haze Feedback (16 september 2011, roman van Kouhei Kadono, illustraties van Araki)
- JoJo's Bizarre Adventure Over Heaven (16 december 2011, roman van Nisio Isin, cover)
- Ikinobiru tame no Lacan (Lacan for Survival) (2012, Tamaki Saito boek over Jacques Lacan, cover)[20]
- Jorge Joestar (19 september 2012, roman van otaro Maijo, illustraties door Araki)
- X -Cross- (19 september 2012, album van Sayuri Ishikawa, cover)
- Hirohiko Araki Works 1981-2012 (2012, kunstboek)
- JoJomenon (5 oktober 2012, kunstboek)
- JoJoveller (19 september 2013, kunstboek verzameling)
- JoJonium (4 december 2013 - 4 maart 2015, covers van JoJo's Bizarre Adventure)
- Loopified (8 oktober 2014, album van Dirty Loops, cover)[21]
- Main Themes (25 februari 2015, album van Akira Senju, cover)
- Manga in Theory and Practice (17 april 2015)
- Stormbreaker (roman, illustraties voor Fantasy Press)
- Learning Japanese History Through Manga, Volume 2 (28 oktober 2016, cover)[22]
- Learning Japanese History Through Manga, Volume 18 (28 oktober 2016, cover)[22]
- UOMO (24 augustus 2018, cover)[23]

- Bibsys: 1533887351814
- Biblioteca Nacional de España: XX834542
- Bibliothèque nationale de France: cb144369390 (data)
- Catàleg d'autoritats de noms i títols de Catalunya: 981058608752606706
- CiNii: DA12803931
- Gemeinsame Normdatei: 1019564482
- International Standard Name Identifier: 0000 0001 1443 9549
- Library of Congress Control Number: no2006062352
- MusicBrainz: 71fa6a23-6c9c-4ce9-837c-98011c6f62d2
- Bibliotheek van het Japanse parlement: 00311491
- Nationale Bibliotheek van Israël: 987008729756705171
- Nederlandse Thesaurus van Auteursnamen: 305146718
- Système universitaire de documentation: 077359291
- Virtual International Authority File: 51908743
- WorldCat: E39PBJcBWW3xqWp4QkCRpx3WjC